# Campeonato Mineiro de Voleibol Feminino

|-
 

 

 

 

 

 

 

 

 

 

 

 

 

 

 

 

 

 

 

 

 

 

 

 

 

 

 

 

 

 

 

 

 

 

 

 

 

 

 

 

 

 

 

 

 

 

 

 

 

 

 

 

 

 

 

 

 

 

 

 

 

 

 

 

 

 

 

 

 

 

 

 

 

 

 

 

 

 

 

 

 

 

 

 

 

 

 

 

 

 

 

 

 

 

 

 

 

 

 

 

 

 

 

 

 

 

 

 

 

 

 

 

 

 

 

 

 

 

 

 

 

 

 

 

 

 

 

 

 

 

 

 

 

 

 

 

 

 

 

 

 

 

 

 

 

 

 

 

 

 

 

 

 

 

 

 

 

 

 

 

 

 

 

 

 

 

 

 

 

 

 

 

 

 

 

 

 

 

 

 

 

 

 

 

 

 

 

 

 

 

 

 

 

 

 

 

 

 

 

 

 

 

 

 

 

 

 

 

 

 

 

 

 

 

 

 

 

 

 

 

 

 

 

 

 

 

 

 

 

 

 

 

 

 

 

 

 

 

 

 

 

 

 

 

 

 

 

 

 

 

 

 

 

 

 

 

 

 

 

 

 

 

 

 

 

 

 

 

 

 

 

 

 

 

 

 

 

 

 

 

 

 

 

 

 

 

 

 

 

 

 

 

 

 

 

 

 

 

 

 

 

 

 

 

 

 

 

 

 

 

 

 

 

 

 

 

 

 

 

 

 

 

 

 

 

 

 

 

 

 

 

 

 

 

 

 

 

 

 

 

 

 

 

 

 

 

 

 

 

 

 

 

 

 

 

 

 

 

 

 

 

 

 

 

 

 

 

 

 

 

 

 

 

 

 

 

 

 

 

 

 

 

 

 

 

 

 

 

 

 

 

 

 

 

 

 

 

 

 

 

 

 

 

 

 

 

 

 

 

 

 

 

 

 

 

 

 

 

 

 

 

 

 

 

 

 

 

 

 

 

 

 

 

 

 

 

 
O Campeonato Mineiro de Voleibol é uma competição de voleibol disputada por clubes do Estado de Minas Gerais. O primeiro campeonato aconteceu em 1934 e vem sendo disputado anualmente, com algumas interrupções. O torneio foi inicialmente organizado pela Associação Mineira de Esportes Gerais (AMEG). A Federação Mineira de Voleibol (FMV) foi fundada em 1942 e desde então chancela a competição.
O formato e número de participantes tem variado ao longo dos anos, e em algumas ocasiões times de outros estados disputaram a competição. Em 2021 quatro equipes disputaram o campeonato no qual o Dentil/Praia Clube conquistou o oitavo título. O maior campeão é o Mackenzie Esporte Clube no feminino (15 conquistas).

## Campeonato Mineiro de Voleibol Feminino
| Ano                  | Campeão                   | Vice-Campeão       | Terceiro Lugar    |
| -------------------- | ------------------------- | ------------------ | ----------------- |
| 1934 Detalhes        | ASA                       | Academia Fischer   | Desconhecido      |
| 1935                 | Não houve disputa         | Não houve disputa  | Não houve disputa |
| 1936 Detalhes        | Academia Fischer          | Desconhecido       | Desconhecido      |
| 1937 Detalhes        | Florentino Clube          | Desconhecido       | Desconhecido      |
| 1938 e 1939          | Não houve disputa         | Não houve disputa  | Não houve disputa |
| 1940 Detalhes        | Minas T.C.                | Atlético-MG        | América-MG        |
| 1941 a 1945          | Não houve disputa         | Não houve disputa  | Não houve disputa |
| 1946 Detalhes        | Minas T.C                 | Atlético-MG        | Desconhecido      |
| 1947 a 1948          | Não houve disputa         | Não houve disputa  | Não houve disputa |
| 1949 Detalhes        | Minas T.C.                | Desconhecido       | Desconhecido      |
| 1950 Detalhes        | Desconhecido              | Desconhecido       | Desconhecido      |
| 1951 Detalhes        | Desconhecido              | Desconhecido       | Desconhecido      |
| 1952 Detalhes        | Mackenzie                 | Atlético-MG        | Desconhecido      |
| 1953 Detalhes        | Mackenzie                 | Montes Claros      | Desconhecido      |
| 1954 Detalhes        | Mackenzie.                | Desconhecido       | Desconhecido      |
| 1955 Detalhes        | Mackenzie                 | Desconhecido       | Desconhecido      |
| 1956 Detalhes        | Mackenzie                 | Desconhecido       | Desconhecido      |
| 1957 Detalhes        | Mackenzie                 | Desconhecido       | Desconhecido      |
| 1958 Detalhes        | Desconhecido              | Desconhecido       | Desconhecido      |
| 1959 Detalhes        | Atlético-MG               | Desconhecido       | Desconhecido      |
| 1960 Detalhes        | Atlético-MG               | Desconhecido       | Desconhecido      |
| 1961 a 1971 Detalhes | Desconhecido              | Desconhecido       | Desconhecido      |
| 1972 Detalhes        | Mackenzie                 | Desconhecido       | Desconhecido      |
| 1973 Detalhes        | Mackenzie                 | Desconhecido       | Desconhecido      |
| 1974 Detalhes        | Mackenzie                 | Desconhecido       | Desconhecido      |
| 1975 Detalhes        | Mackenzie                 | Desconhecido       | Desconhecido      |
| 1976 Detalhes        | Mackenzie                 | Desconhecido       | Desconhecido      |
| 1977 Detalhes        | Mackenzie                 | Desconhecido       | Desconhecido      |
| 1978 Detalhes        | Mackenzie                 | Desconhecido       | Desconhecido      |
| 1979 a 1982 Detalhes | Desconhecido              | Desconhecido       | Desconhecido      |
| 1983                 | Sport Club Juiz de Fora   | Minas T.C.         | Desconhecido      |
| 1984                 | Sport Club Juiz de Fora   | Minas T.C.         | Desconhecido      |
| 1985 a 1995          | Não houve disputa         | Não houve disputa  | Não houve disputa |
| 1996 Detalhes        | Marco XX/Estrela do Oeste | Minas T.C.         | Desconhecido      |
| 1997 a 2002 Detalhes | Desconhecido              | Desconhecido       | Desconhecido      |
| 2003 Detalhes        | Minas T.C.                | Desconhecido       | Desconhecido      |
| 2004 a 2005          | Não houve disputa         | Não houve disputa  | Não houve disputa |
| 2006 Detalhes        | Praia Clube               | PM de Betim        | Sete Lagoas       |
| 2007                 | Não houve disputa         | Não houve disputa  | Não houve disputa |
| 2008 Detalhes        | Mackenzie                 | PM de Betim        | Lagoa Santa       |
| 2009                 | Não houve disputa         | Não houve disputa  | Não houve disputa |
| 2010 Detalhes        | Mackenzie                 | Minas T. C.        | Praia Clube       |
| 2011 Detalhes        | Praia Clube               | Mackenzie          | Minas T. C.       |
| 2012 Detalhes        | Praia Clube               | Desconhecido       | Desconhecido      |
| 2013 Detalhes        | Praia Clube               | Minas T. C.        | Dom Pedro II      |
| 2014 Detalhes        | Praia Clube               | Minas T. C.        | Dom Pedro II      |
| 2015 Detalhes        | Praia Clube               | Minas T. C.        | Volei Itabirito   |
| 2016                 | Não houve disputa         | Não houve disputa  | Não houve disputa |
| 2017 Detalhes        | Minas T. C.               | Praia Clube        | Volei Itabirito   |
| 2018 Detalhes        | Minas T. C.               | Praia Clube        | Brasília Vôlei    |
| 2019 Detalhes        | Praia Clube               | Minas T. C.        | Curitiba Vôlei    |
| 2020 Detalhes        | Itambé-Minas              | Dentil/Praia Clube | Brasília Vôlei    |
| 2021 Detalhes        | Dentil/Praia Clube        | Itambé-Minas       | Brasília Vôlei    |
| 2022 Detalhes        | Gerdau-Minas              | Dentil/Praia Clube | Brasília Vôlei    |
| 2023 Detalhes        | Dentil/Praia Clube        | Gerdau-Minas       | Brasília Vôlei    |
| 2024 Detalhes        | Gerdau-Minas              | Dentil/Praia Clube | Mackenzie         |
| 2025 Detalhes        |                           |                    |                   |

- Títulos por clube

| Equipe           | Campeão | Vice-campeão | Terceiro lugar |
| ---------------- | ------- | ------------ | -------------- |
| Mackenzie        | 15      | 1            | 1              |
| Minas T. C.      | 9       | 8            | 1              |
| Praia Clube      | 9       | 5            | 1              |
| Atlético-MG      | 2       | 2            |                |
| SC Juiz de Fora  | 2       |              |                |
| Academia Fischer | 1       | 1            |                |
| ASA              | 1       |              |                |
| Florentino Clube | 1       |              |                |
| PM de Betim      | 0       | 2            |                |
| Montes Claros    | 0       | 1            |                |
| Brasília Vôlei   | 0       | 0            | 4              |
| Dom Pedro II     | 0       | 0            | 2              |
| Volei Itabirito  | 0       | 0            | 2              |
| Lagoa Santa      | 0       | 0            | 1              |
| América-MG       | 0       | 0            | 1              |
| Sete Lagoas      | 0       | 0            | 1              |
| Curitiba Vôlei   | 0       | 0            | 1              |